# Mitthyridium
Mitthyridium là một chi rêu trong họ Calymperaceae.